# Prostitución en Malta

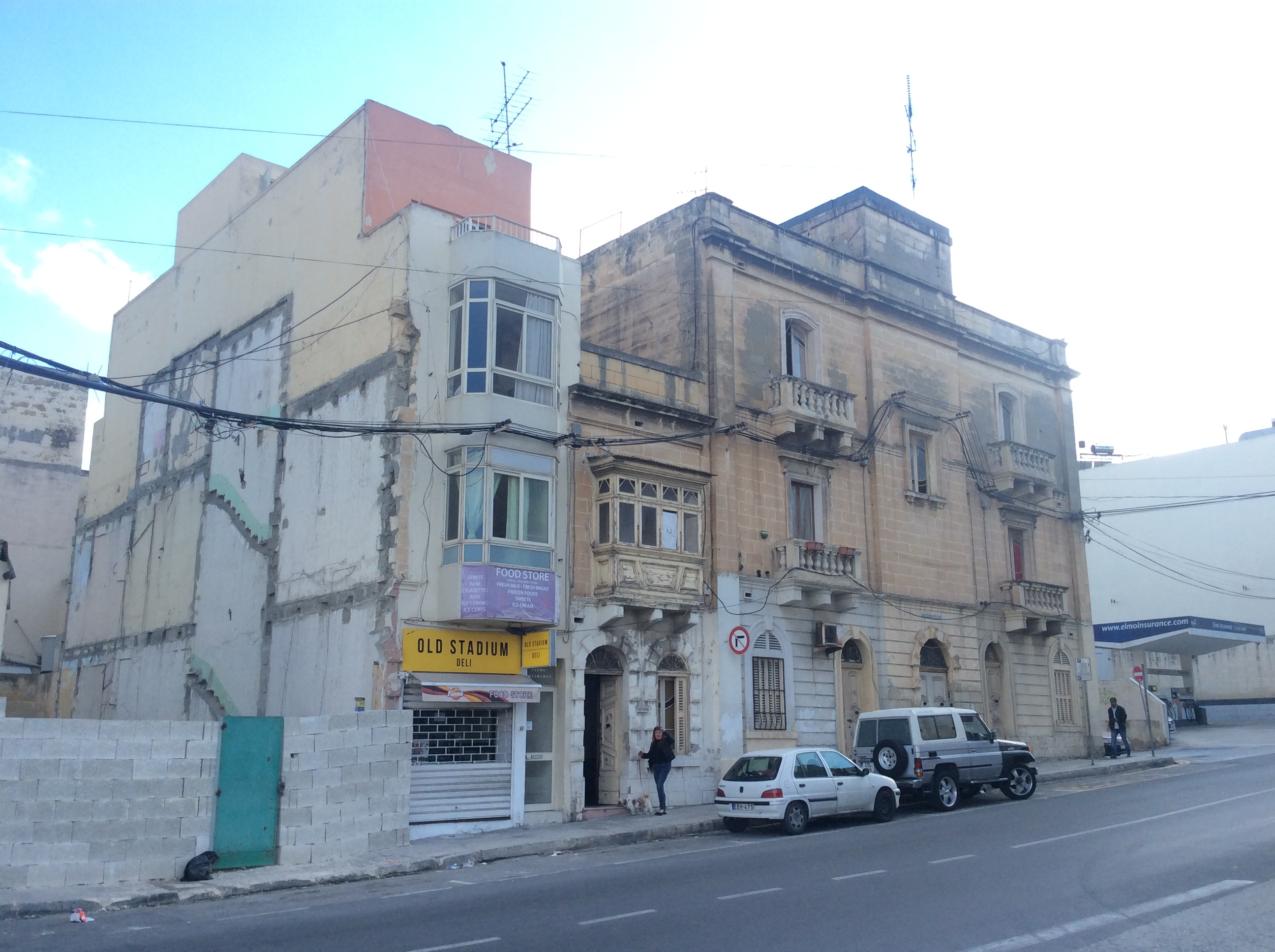
Una calle en Gżira, conocida por la prostitución.

La prostitución en Malta es legal en sí misma, pero ciertas actividades relacionadas con ella, como regentar un burdel y merodearlo, no lo son. Algunos delitos se castigan con penas de hasta dos años de prisión. En marzo de 2008, la policía y el Ministerio de Política Social de Malta firmaron un memorándum de entendimiento para formalizar un proceso de investigación de todas las personas detenidas dedicadas a la prostitución, con el fin de determinar si eran víctimas de trata u otros abusos. La ley prevé penas de hasta 6 años por involucrar a menores en la prostitución.
El entonces primer ministro Joseph Muscat prometió debatir la legalización de la prostitución en el periodo previo a las elecciones generales de 2017. Strait Street, en La Valeta (en maltés: Triq id-Dejqa), conocida localmente como el "Gut", fue el centro de la prostitución desde la década de 1830 hasta la de 1970. La zona de Mello de Gżira es conocida como un barrio rojo.

## Historia

### Caballeros de Malta
La prostitución existe en Malta desde hace siglos. Cuando los Caballeros Hospitalarios llegaron al país en 1530, en el puerto de Vittoriosa había muchos burdeles. Además de prostitutas maltesas, también había algunas procedentes de Grecia, Italia, España y el norte de África. El geógrafo francés Nicholas de Nicolai quedó impresionado por el número de prostitutas en las calles cuando visitó Vittoriosa en 1551. Antes del Gran Asedio de Malta en 1565, se tomaron medidas para evacuar a las prostitutas del país a Sicilia.
Cuando los Caballeros se trasladaron de Vittoriosa a la nueva capital, La Valeta, las prostitutas les siguieron. Como los Caballeros hicieron votos de castidad, las prostitutas con ellos fueron vistas como un escándalo. Las prostitutas extranjeras fueron expulsadas y las maltesas confinadas en una zona de la ciudad. En aquella época, las prostitutas llevaban una camisa blanca atada bajo el busto y una capa blanca.
En 1608, el inquisidor Leonetto della Cordoba fue acusado de buscar prostitutas y acabó siendo destituido como inquisidor. La prostitución también era habitual en Gozo.
Hacia el siglo XVII, existían duros prejuicios y leyes hacia aquellos que eran declarados culpables o hablaban abiertamente de estar involucrados en actividades sexuales entre personas del mismo sexo. El viajero y escritor inglés William Lithgow, que escribió en marzo de 1616, cuenta que un soldado español y un adolescente maltés fueron quemados públicamente por confesar que habían practicado juntos la sodomía. Temiendo un final similar, un centenar de varones implicados en la prostitución del mismo sexo se embarcaron hacia Sicilia al día siguiente.
En virtud de un código introducido por el Gran Maestre António Manoel de Vilhena en 1724, los hombres casados con recursos eran multados si se les declaraba culpables de utilizar el servicio de una prostituta, y expulsados del país a la tercera condena. Los hombres de clase baja eran azotados y condenados a trabajos forzados a la tercera infracción. El código de 1784 de Emmanuel de Rohan-Polduc prohibía a las prostitutas extranjeras entrar en el país e imponía restricciones a las maltesas. No se les permitía abrir sus puertas entre el amanecer y el anochecer ni entrar en tabernas o bares. Se introducen exámenes médicos obligatorios.

### Período francés

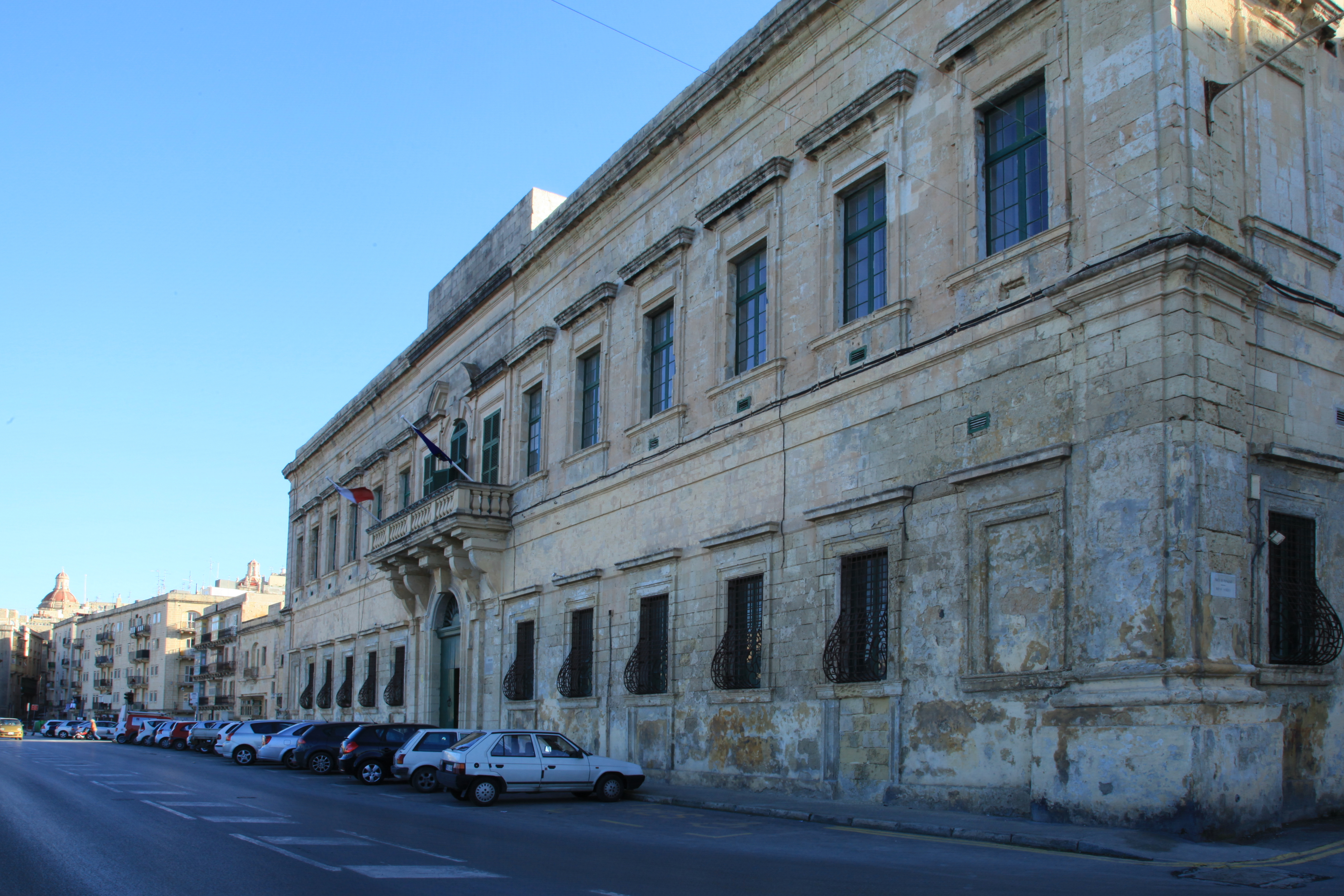
Auberge de Bavière era un hospital para enfermedades venéreas en La Valeta.

Tras la ocupación francesa de Malta, la prostitución aumentó. Los exámenes médicos obligatorios continuaron y las autoridades abrieron hospitales en el monasterio de Santa Escolástica y en el Auberge de Bavière para tratar a los soldados con ETS.

### Periodo británico
Después de que el país quedara bajo control británico, la prostitución volvió a aumentar debido al número de marineros y soldados estacionados allí. Muchas mujeres casadas trabajaban como prostitutas, con el conocimiento de sus maridos, debido a las dificultades económicas
Strait Street, en La Valeta, conocida localmente como el "Gut", fue el centro de la prostitución desde la década de 1830 hasta la de 1970. Los reconocimientos médicos obligatorios continuaron hasta 1859, cuando se comprendió que los códigos anteriores del Gran Maestre no eran legalmente aplicables. Por ello, las prostitutas se negaron a someterse a los exámenes. En consecuencia, las autoridades, bajo la dirección del gobernador John Le Marchant, decretaron, en virtud de la Ordenanza IV de 1861, que todas las prostitutas debían ser examinadas por un médico de la policía tres veces al mes en un intento de controlar la propagación de las enfermedades de transmisión sexual. Si se descubría una infección, se llevaba a la prostituta al hospital y se la mantenía allí hasta que se curara. Esta normativa de Malta influyó mucho en que Gran Bretaña introdujera la primera de las Leyes de Enfermedades Contagiosas en 1864 y su posterior ampliación. La frecuencia de los exámenes se cuadriplicó al mes en 1920.
Aunque existían normativas para controlar las ETS, no hubo leyes sobre la prostitución hasta 1898. Se introdujo una nueva ley que prohibía los burdeles, y no podía vivir más de una prostituta en la misma casa a menos que se registraran en la policía. La ley también prohibía a las prostitutas vivir en la planta baja, a menos de 50 metros de un lugar de culto o junto a locales con licencia. En 1904 había 152 prostitutas registradas, aunque muchas más no estaban registradas.

## Tráfico sexual
Malta es un país de origen y destino de mujeres y niños víctimas del tráfico sexual. Mujeres y niños de Malta también han sido objeto de trata sexual dentro del país. Las mujeres del sudeste asiático que trabajan como empleadas domésticas, los ciudadanos chinos que trabajan en salones de masaje y las mujeres de Europa Central y Oriental, Rusia y Ucrania que trabajan en clubes nocturnos representan poblaciones vulnerables a la explotación.
El artículo 248A-G del Código Penal de Malta prohíbe tanto el tráfico sexual como el laboral y establece penas de cuatro a doce años de prisión. El gobierno no ha obtenido ninguna condena desde principios de 2012. El gobierno llevó a cabo tres investigaciones e inició el procesamiento de cuatro acusados en un caso, que seguía pendiente al cierre de 2016. Estos esfuerzos estuvieron a la par con los de 2015, cuando el gobierno inició la investigación de dos casos y el enjuiciamiento de dos acusados. Tanto la apelación de una condena dictada en 2012 contra un agente de policía por presunta connivencia con un traficante, como el enjuiciamiento de un caso de 2004 en el que estaba implicado un funcionario de policía, seguían pendientes. No hubo nuevas investigaciones ni procesamientos de empleados públicos cómplices en delitos de trata de personas.
La Oficina de Vigilancia y Lucha contra la Trata de Personas del Departamento de Estado de los Estados Unidos clasifica a Malta como país de "Nivel 2".